# Yudai Tanaka
Yudai Tanaka (田中 雄大 Tanaka Yūdai?, nacido el 8 de agosto de 1988 en Shiga) es un futbolista japonés que se desempeña como defensa en el Blaublitz Akita de la J3 League.

## Trayectoria

### Clubes
| Club                       | País  | Año         |
| -------------------------- | ----- | ----------- |
| Kawasaki Frontale          | Japón | 2011 - 2013 |
| Tochigi SC (cedido)        | Japón | 2012        |
| Gainare Tottori (cedido)   | Japón | 2013        |
| Mito HollyHock             | Japón | 2014 - 2015 |
| Vissel Kobe                | Japón | 2016        |
| Hokkaido Consadole Sapporo | Japón | 2017 - 2018 |
| Blaublitz Akita            | Japón | 2019        |
| Blaublitz Akita            | Japón | 2020 - 2022 |
| Sanf. Hiroshima            | Japón | 2023        |

## Estadística de carrera

### J. League
| Club                       | Año   | J. League | J. League | Copa J. League | Copa J. League | Total | Total |
| Club                       | Año   | Part.     | Goles     | Part.          | Goles          | Part. | Goles |
| -------------------------- | ----- | --------- | --------- | -------------- | -------------- | ----- | ----- |
| Kawasaki Frontale          | 2011  | 6         | 0         | 2              | 0              | 8     | 0     |
| Kawasaki Frontale          | 2012  | 3         | 0         | 2              | 0              | 5     | 0     |
| Tochigi SC                 | 2012  | 4         | 0         | -              | -              | 4     | 0     |
| Gainare Tottori            | 2013  | 33        | 2         | -              | -              | 33    | 2     |
| Mito HollyHock             | 2014  | 31        | 3         | -              | -              | 31    | 3     |
| Mito HollyHock             | 2015  | 42        | 1         | -              | -              | 42    | 1     |
| Vissel Kobe                | 2016  | 9         | 0         | 3              | 1              | 12    | 1     |
| Hokkaido Consadole Sapporo | 2017  | 6         | 0         | 3              | 0              | 9     | 0     |
| Total                      | Total | 134       | 6         | 10             | 1              | 144   | 7     |